# Donji Rakovac (Doboj)
Donji Rakovac (szerbül: Доњи Раковац), település Bosznia-Hercegovinában, a Szerb Köztársaság északi régiójában Doboj községben. Donji Rakovac falunak a Szerb Köztársaság területéhez került, kisebb része.

## Fekvése
A település Bosznia-Hercegovina északi részén, Dobojtól légvonalban 16, közúton 24 km-re délre, a Boszna-folyótól keletre az Ozren-hegység nyugati részén, 400-655 méteres magasságban található.

## Népessége
| Nemzetiségi csoport | Népesség 1991 | Népesség 2013 |
| ------------------- | ------------- | ------------- |
| Szerb               | 555           | 6             |
| Bosnyák             | 0             | 0             |
| Horvát              | 0             | 0             |
| Jugoszláv           | 3             | 0             |
| Egyéb               | 23            | 0             |
| Összesen            | 578           | 6             |

## Története
A település 1878-ig tartozott az Oszmán Birodalomhoz, ekkor a berlini kongresszus határozata alapján az Osztrák-Magyar Monarchia része lett. 1879-ben az első osztrák-magyar népszámlálás során a Maglaji járáshoz és Smrdin községhez tartozó Rakovac településnek 120 háztartása és 859 ortodox lakosa volt. 1910-ben a Maglaji járáshoz tartozó településen 80 háztartást, 521 ortodox lakost találtak. A monarchia szétesésével 1918-ban előbb a Szerb-Horvát-Szlovén Királyság, majd 1929-től a Jugoszláv Királyság része lett. 1921-ben a Maglaji járáshoz tartozó községnek 512 lakosa volt, mind ortodox szerbek. Az 1929-es törvény értelmében, amikor Bosznia-Hercegovinát négy banovinára, Drinskára, Vrbaskára, Zetskára és Primorskára osztották, a település a Vrbaska banovina része lett, amelynek székhelye Banja Luka volt.
A második világháborúban Jugoszlávia megszállása után a Független Horvát Állam (NDH) része lett. A második világháború után 1992-ig a település a szocialista Jugoszlávia keretében a Bosznia-Hercegovinai Népköztársaság része volt. A boszniai háborút lezáró daytoni békeszerződés rendelkezése alapján az ország területét felosztották a Bosznia-hercegovinai Föderáció és a boszniai Szerb Köztársaság között.  A békeszerződés utáni területmegosztási megállapodás értelmében a település kisebb része a Boszniai Szerb Köztársasághoz és Doboj községhez került, míg a település területének nagyobbik része a Bosznia-hercegovinai Föderáció Zenica-Doboji kantonjában levő Maglaj község területénél maradt.